# Катич, Бранка
Бра́нка Ка́тич (серб. Бранка Катић, род. 20 января 1970, Белград) — сербская актриса. Снималась в сербских кинофильмах и телесериалах. Известна, в частности, по фильмам «Чёрная кошка, белый кот» (реж. Эмир Кустурица, 1998) и «Солнце Ацтеков» (реж. Фатих Акин, 2000). Замужем за британским кино- и телережиссёром Джулианом Фарино, двое детей.

## Избранная фильмография

### Кинофильмы
- 1992 — Мы не ангелы (Ми нисмо анђели)
- 1995 — Преднамеренное убийство — Елена Панич (Булика)
- 1998 — Чёрная кошка, белый кот (реж. Эмир Кустурица) — Ида
- 1998 — Раны — Сузана
- 2000 — Солнце Ацтеков (реж. Фатих Акин, нем. Im Juli)
- 2002 — На 10 минут старше: Виолончель (эпизод «Помешанный на звёздах», реж. Майкл Редфорд)
- 2003 — Клубничка в супермаркете (Јагода у супермаркету) — Ягода Димитриевич
- 2004 — Вся правда о любви (The Truth About Love) — Катя
- 2004 — Падение в Рай
- 2006 — Вторжение
- 2009 — Джонни Д.
- 2010 — Женщина со сломанным носом (Жена са сломљеним носем) — Биляна
- 2010 — Человек, который хотел оставаться собой (L’homme qui voulait vivre sa vie) — Ивана
- 2013 — Мёбиус (Möbius) — Ава
- 2014 — Первый мститель: Другая война — горничная Рената

### Телесериалы
- Большая любовь (2006—2007)
- Окружение (2004—2007)
- Виртуозы (2004—2007)
- Red Cap (2003—2004)
- Эпизодическая роль в сериале Красавцы (2007) роль Nika Marx